# انكسار (فيزياء)

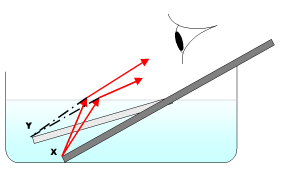
انكسار موجات الضوء في الماء. المستطيل الغامق يمثل الوضع الحقيقي لقلم رصاص بوعاء مائي. المستطيل الفاتح يمثل الصورة المرئية نتيجة للأنكسار. ضع في الاعتبار أن علامة(X) تظهر كما هي علامة (Y),وهو وضع سطحي نسبيا بالنسبة ل(X).

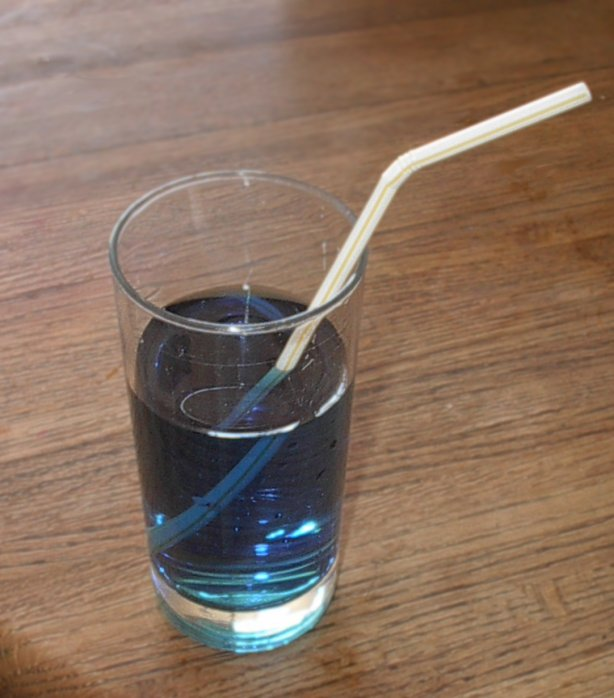
تظهر الشفاطة وكأنها منكسرة, نتيجة لانكسار الضوء كما يظهر في الهواء.

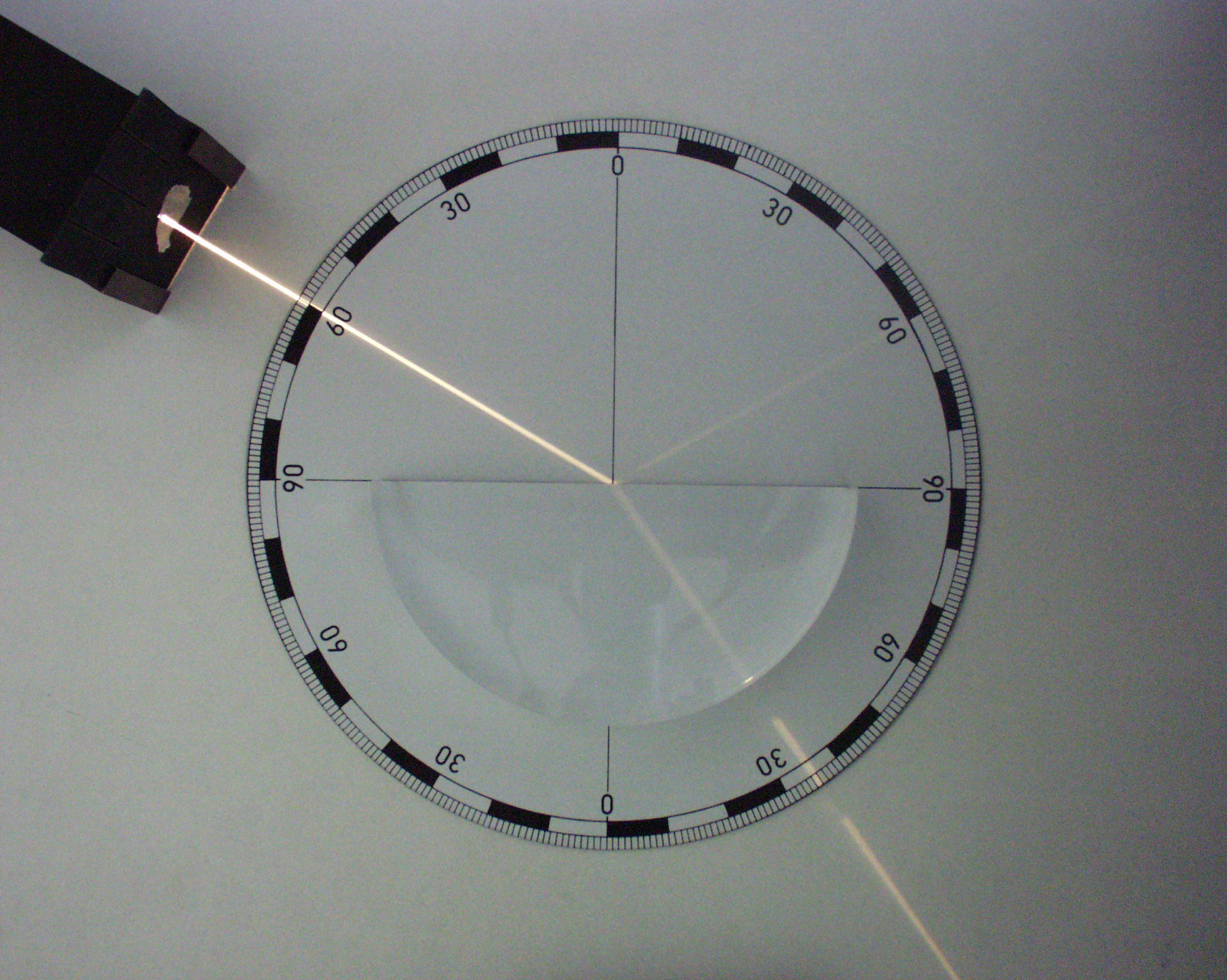
Brechung und Reflexion eines Lichtstrahls an einem Plexiglas-Halbkreiskörper

انكسار الضوء هو ظاهرة فيزيائية عبرت عنه الفيزياء الكلاسيكية بأنه ظاهرة انحراف الشعاع الضوئي عن مساره عند عبوره السطح الفاصل بين وسطين شفافين مختلفين. كما أنها تغير في موجات الضوء ونظام الحركة التي تحدثها الموجات في الوسط المادي وجزيئات هذا الوسط فتحدت حركة ذات نظام معين تنتقل عبرها الطاقة وعندما تنتقل إلى وسط آخر مختلف في الكثافة فتغير الاتجاه بسبب تغير سرعتها وتتغير سرعة موجتها بسبب تقيد حركة الموجات في الوسط الأكبر كثافة فتبطء سرعتها وزيادة الحرية في الانتقال عبر الوسط الأقل. وهو يحصل عند انتقال الموجة من وسط ذي معامل انكسار ما إلى وسط ذي معامل انكسار مختلف. ويحصل الانكسار عند الحد بين الوسطين. وعند الانكسار يتغير الطول الموجي ولكن التردد يبقى ثابتا. ومن الامثلة على الانكسار الموجي تغيّر اتجاه الضوء عند مروره عبر قطعة زجاجية.
يوجد علاقة بين الضوء الساقط والضوء المنكسر وهي حسب قانون الانكسار.
انكسار الضوء هو أحد الظواهر التي يتعرض له الضوء. و توجد لهذه الظاهرة أهمية كبيرة لفهمنا الطبيعة التي تصادفنا كما أن لها استخدامات تقنية بأجهزة علمية عديدة.
انكسارالضوء: هو عبارة عن انحراف الضوء عن مساره عند انتقاله من وسط شفاف إلى وسط شفاف آخر فبدلا من أن يستمر في الحركة على نفس الخط المستقيم الذي كان يستمر فيه ينحرف عن مساره بنقطة انتقاله بين الوسطين.علاقة بين الضوء الساقط والضوء المنحرف هي حسب قانون سنيل.
معامل الانكسار n :هو النسبة بين سرعة الضوء في الفراغ وبين سرعته في المادة.
c = سرعة الضوء في الفراغ (الخلاء)
v = سرعه الضوء في المادة
n لا يوجد له وحدات
n = c/v

## تعاريف
- انكسار الضوء: هو تغير اتجاه الشعاع الضوئي عندما يجتاز السطح الفاصل بين وسطين شفافين مختلفين بالكثافة.
- الكثافة الضوئية لوسط ما: هو المقدار الذي يميز اعتماد سرعة انتشار الضوء على نوع الوسط وتقاس بالقيمة العددية لمعامل الانكسار المطلق للوسط أو هي قدرة الوسط على كسر الأشعة الضوئية عند نفاذها فيه.
- السطح الفاصل: هو السطح الذي يفصل بين وسطين شفافين مختلفين في الكثافة الضوئية.
- الشعاع الضوئي الساقط: هو الشعاع المتجه إلى السطح الفاصل ويقابله في نقطة السقوط.
- زاوية السقوط: هي الزاوية المحصورة بين الشعاع الضوئي الساقط والعمود المقام من نقطة السقوط على السطح الفاصل.
- الشعاع الضوئي المنكسر: هو المسار الجديد للشعاع الضوئي في الوسط الثاني بعد نفاذه من السطح الفاصل.
- زاوية الانكسار: هي الزاوية المحصورة بين الشعاع الضوئي المنكسر والعمود المقام من نقطة السقوط على السطح الفاصل.
- قانون الانكسار الأول: نسبة جيب زاوية السقوط إلى جيب زاوية الانكسار لوسطين معينين هي مقدار ثابت يعرف بمعامل الانكسار النسبي بين الوسطين.
- قانون الانكسار الثاني: يقع الشعاع الساقط والشعاع المنكسر في مستوى واحد مع العمود المقام من نقطة سقوط الشعاع على السطح الفاصل بين الوسطين.
- معامل الانكسار النسبي بين وسطين: هو النسبة بين سرعة الضوء في الوسط الأول وسرعة الضوء في الوسط الثاني.
- معامل الانكسار المطلق لوسط: هو النسبة بين سرعة الضوء في الفراغ أو الهواء وسرعة الضوء في هذا الوسط.
- قانون الانكسار: ناتج ضرب معامل الانكسار المطلق للوسط الأول في جيب زاوية السقوط يساوي ناتج ضرب معامل الانكسار المطلق للوسط الثاني في جيب زاوية الانكسار.

هناك العديد من التطبيقات العملية لانكسار الضوء، مثل عدسات النظارات، التي تستخدم الانكسار في تعديل الصورة، بتكبيرها مثلا.
إن العدسات المقعرة والعدسات المحدبة تكسر الضوء أحيانا. ففي العدسات المقعرة ينكسر الضوء عندما يكون وسط المرآة اقل سمكا من طرفيها وكذلك في المرآة المحدبة.

## معرض صور

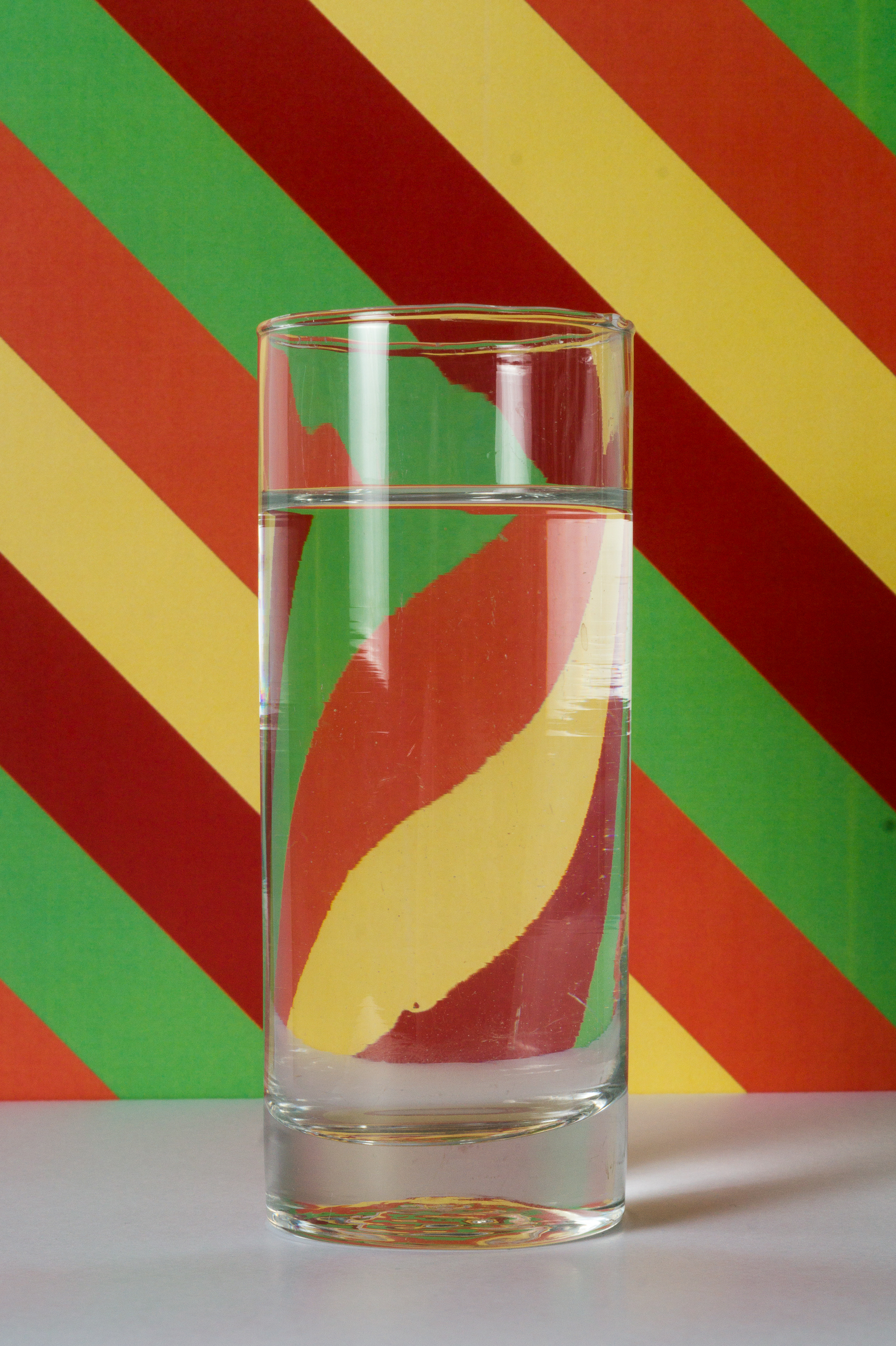
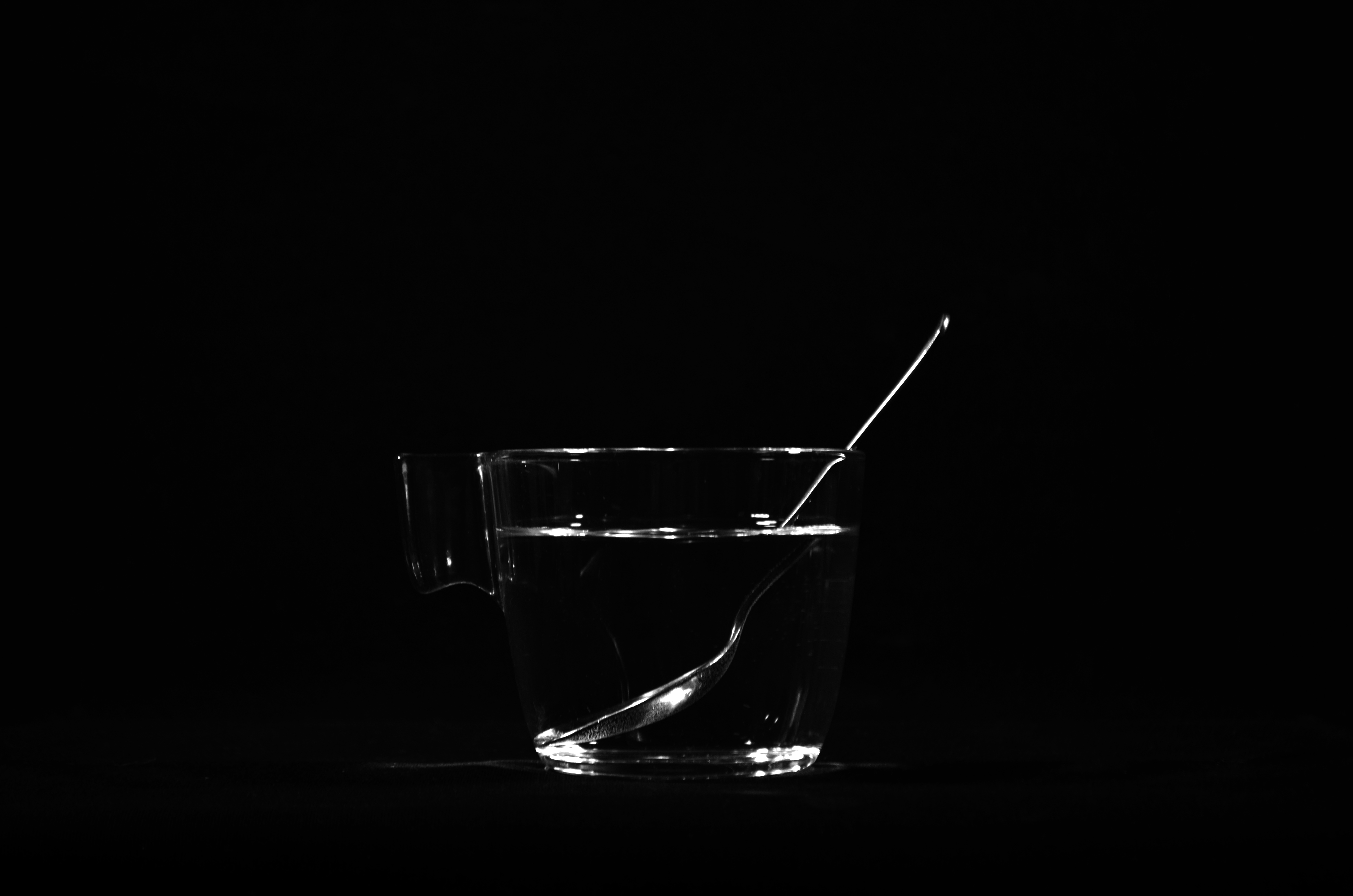
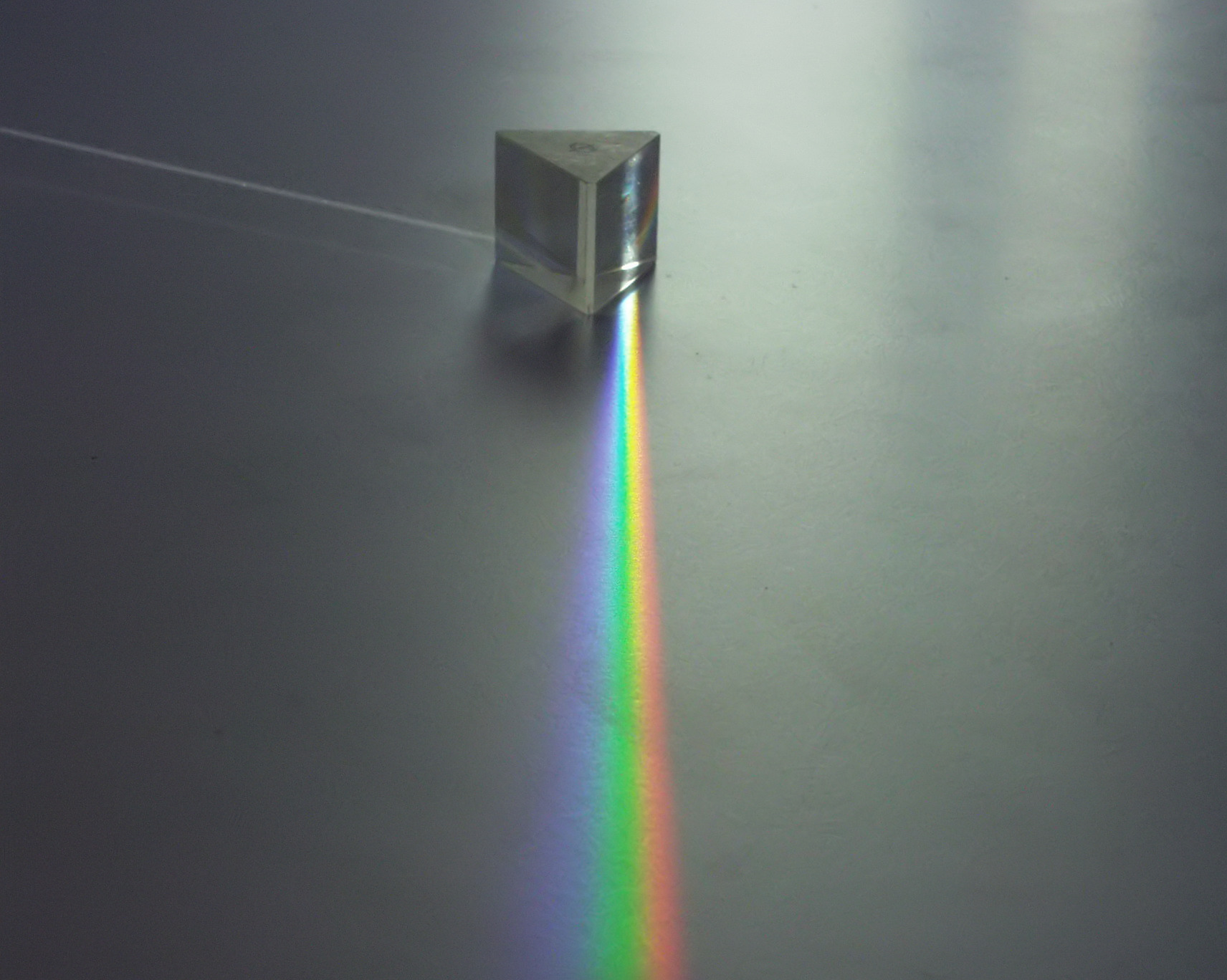

## اقرأ أيضا
- أشعة خضراء